# 메소포타미아 (아르헨티나)

메소포타미아의 위치

메소포타미아 지방(스페인어: La Mesopotamia, Regin Mesopotmica)은 아르헨티나 북동부에 위치한 지역이다. 파라나강, 우루과이강과 접하며 미시오네스 주, 엔트레리오스주, 코리엔테스주 3개 주가 이 지역에 속한다. 역사적으로 부에노스아이레스보다 우루과이나 파라과이와의 관련이 더 깊은 편이다.

## 지리
이 메소포타미아 지방에는 아르헨티나에서 가장 인기 있는 관광 명소인 이구아수 폭포, 이구아수 국립공원, 미시오네스에서 있는 예수회 수도원이 있다. 코리엔테스의 넓은 지역을 차지하고 있는 이베라 습지는 브라질의 판타나우와 유사한 우림을 이루고 있다.
이 지역은 브라질 중앙 고원의 일부이며, 전체 지역이 강수량이 많고, 8~9월 사이에 집중되어 연간 2000mm 가량의 비가 내린다.

## 같이 보기
- 과라니족
- 우루과이
- 파라과이